# Piotr Świeczkowski
Piotr Świeczkowski (ur. 1953) – polski strażak, nadbrygadier, zastępca komendanta głównego Państwowej Straży Pożarnej w latach 2004–2005.

## Życiorys
Wywodzi się z rodziny o bogatych tradycjach pożarniczych. Służbę w jednostkach ochrony przeciwpożarowej rozpoczął w 1978 roku – w tym troku ukończył Wyższą Oficerską Szkołę Pożarniczą. Początkowo pełnił służbę w komendzie rejonowej straży pożarnej w Tczewie, w ówczesnym województwie gdańskim. Od 1 lipca 1992 roku komendant rejonowy PSP, a od 1999 roku komendant powiatowy PSP w Tczewie. Od 23 kwietnia 2002 roku pełnił funkcję komendanta wojewódzkiego państwowej straży pożarnej w Gdańsku. 4 maja 2004 odebrał akt mianowania na stopień nadbrygadiera z rąk Prezydenta RP Aleksandra Kwaśniewskiego. 16 grudnia 2004 r. awansowany na zastępcę komendanta głównego państwowej straży pożarnej, objął także funkcję Szefa Obrony Cywilnej Kraju.